# Jak świetnie
Jak świetnie (ang. So Fine) – amerykański film komediowy z 1981 roku oparty na scenariuszu i w reżyserii Andrew Bergmana. Wyprodukowany przez Warner Bros.

## Opis fabuły
Bobby Fine (Ryan O’Neal) wykłada literaturę. Musi pomóc ojcu, który prowadzi firmę odzieżową. Nie zna się na tym zupełnie, ale przypadkiem zapoczątkowuje nowy trend w modzie. Większy problem pojawia się, gdy nawiązuje romans z żoną gangstera, któremu jego ojciec jest winien pieniądze.

## Obsada
- Ryan O’Neal jako Bobby Fine
- Jack Warden jako Jack Fine
- Mariangela Melato jako Lira
- Richard Kiel jako Eddie
- Fred Gwynne jako Chairman Lincoln
- Mike Kellin jako Sam Schlotzman
- David Rounds jako profesor McCarthy